# كفارة اليمين
الكفَّارة لغة: مأخوذة من الكفر، وهو الستر والتغطية، وسميت بذلك؛ لأنها تغطي الإثم وتستره، ومن ذلك قوله الله تعالى في:
| سورة الأنفال: ﴿يَا أَيُّهَا الَّذِينَ آمَنُوا إِنْ تَتَّقُوا اللَّهَ يَجْعَلْ لَكُمْ فُرْقَانًا وَيُكَفِّرْ عَنْكُمْ سَيِّئَاتِكُمْ وَيَغْفِرْ لَكُمْ وَاللَّهُ ذُو الْفَضْلِ الْعَظِيمِ ۝٢٩﴾. ، ومن ذلك قوله تعالى : في سورة الحديد ﴿اعْلَمُوا أَنَّمَا الْحَيَاةُ الدُّنْيَا لَعِبٌ وَلَهْوٌ وَزِينَةٌ وَتَفَاخُرٌ بَيْنَكُمْ وَتَكَاثُرٌ فِي الْأَمْوَالِ وَالْأَوْلَادِ كَمَثَلِ غَيْثٍ أَعْجَبَ الْكُفَّارَ نَبَاتُهُ ثُمَّ يَهِيجُ فَتَرَاهُ مُصْفَرًّا ثُمَّ يَكُونُ حُطَامًا وَفِي الْآخِرَةِ عَذَابٌ شَدِيدٌ وَمَغْفِرَةٌ مِنَ اللَّهِ وَرِضْوَانٌ وَمَا الْحَيَاةُ الدُّنْيَا إِلَّا مَتَاعُ الْغُرُورِ ۝٢٠﴾.، |

أي يمحوها ويزيلها، وسمي الفلاح كافرًا لتغطيته الحب بالتراب ، 
وسمي الكافر كافرًا لِجُحودِه ما يجِبُ لِله - عزَّ وجلَّ - وكذا سمِّي البَحْرُ كافِرًا لأنَّه يستُر ما تَحتَه، وكذا اللَّيلُ؛ لأنَّه يستُر بِظُلْمتِه[4].، ،.
الكفَّارة اصطِلاحًا: ما يُخرجُه الحانث في يَمينِه: من إطعامٍ أو كسوةٍ أو عتق؛ تكفيرًا لِحِنْثه في يَمينِه.
الحنث: هو إخلاف اليمين بفعل خلاف مضمونها، وسمي اليمين يميناً لأنهم كانوا في الجاهلية إذا تحالفوا أخذ كل واحدٍ بيد صاحبه اليمين ، وقيل: لأن الحلف يتقوى بقسمه، كما أن اليد اليمنى أقوى من اليسرى.
تعريف اليمين في الاصطلاح:
هو توكيد حكم بذكر اسم الله تعالى أو صفته، وما يلحق بذلك على وجه مخصوص.
فالحانث في يمينه لا يجزئ عنه الصيام إلا بعد العجز عن إطعام عشرة مساكين أو كسوتهم أو تحرير رقبة مؤمنة، فإذا عجز صام ثلاثة أيام متتابعة وجوبا عند الحنابلة وبعض أهل العلم، ويستحب التتابع عند البعض الآخر.
| سورة المائدة: ﴿لَا يُؤَاخِذُكُمُ اللَّهُ بِاللَّغْوِ فِي أَيْمَانِكُمْ وَلَكِنْ يُؤَاخِذُكُمْ بِمَا عَقَّدْتُمُ الْأَيْمَانَ فَكَفَّارَتُهُ إِطْعَامُ عَشَرَةِ مَسَاكِينَ مِنْ أَوْسَطِ مَا تُطْعِمُونَ أَهْلِيكُمْ أَوْ كِسْوَتُهُمْ أَوْ تَحْرِيرُ رَقَبَةٍ فَمَنْ لَمْ يَجِدْ فَصِيَامُ ثَلَاثَةِ أَيَّامٍ ذَلِكَ كَفَّارَةُ أَيْمَانِكُمْ إِذَا حَلَفْتُمْ وَاحْفَظُوا أَيْمَانَكُمْ كَذَلِكَ يُبَيِّنُ اللَّهُ لَكُمْ آيَاتِهِ لَعَلَّكُمْ تَشْكُرُونَ ۝٨٩﴾ [المائدة:89]. |

فيُكْثِر النَّاس من اليمين بالله تعالى في كثيرٍ من أقوالِهم وتصرُّفاتِهم، من باب تأكيدِ صِدْقِهم على أفعالِهم ونيَّاتِهم، وهذا أمرٌ جُبِل عليْه النَّاس حتى يتقوَّى عزمُهم باليمين بالله - عزَّ وجلَّ.
وقد يضطرُّ بعضُهم إلى التَّراجُع عن تلك الأفعال والأقْوال التي أقسموا عليها الأيْمان المغلَّظة، مِمَّا يترتَّب على فعلِهم هذا كفَّارة لتلك اليمين التي أقسموا بالله تعالى عليها.

## شروط اجزاء الصوم كفارة اليمين
الصوم: فقد اشترط الفقهاء لإجزائه عن المكفر شروطا ثلاثة:

### الشرط الأول
عجز المكفر عن الاطعام والكسوة والإعتاق ، لأن الشارع رتب الصوم ككفارة للحنث عند العجز عن هذه الخصال، ويتحقق عجز المكفر عن هذه الخصال عند الائمة كالاتي:
- الحنفية و المالكية و الحنابلة:  إذا لم يكن مالكاً لما يكفر به أو قيمته زائدة على كفايته.
- الشافعية: خلافا للشافعية إذ اجازوا للمكفر الانتقال إلى الصوم وان لم يصل عجزه إلى هذا الحد، والوقت المعتبر في العجز عن هذه الخصال ليصار إلى الصوم: هو وقت البدء في التكفير عند الحنفية والمالكية ومشهور مذهب الشافعية، ووقت الحنث عند الحنابلة، ويشترط عند الجمهور استمرار هذا العجز إلى ان يشرع المكفر في  صوم كفارة اليمين

### الشرط الثاني
ان تكون الأيام التي يصومها المكفر ثلاثة أيام، ويعتبر في هذا الصيام ما يعتبر في صيام رمضان، من تبييت النية والخلو من موانع الصيام ونحو ذلك،

### الشرط الثالث
- التتابع في صيامها، فلا يجزئ صيامها مفرقة عند الحنفية وبعض الشافعية وجمهور الحنابلة، لقول الله تعالى: “فمن لم يجد فصيام ثلاثة أيام”، حيث قرأها أبي وابن مسعود مقيدة بالتتابع، يضاف إلى هذا قياس الصيام هنا على الصيام في كفارتي الظهار والقتل، الذي يجب فيه التتابع بالنص.
- ومذهب المالكية وجمهور الشافعية وبعض الحنابلة، عدم وجوب التتابع في صيام كفارة اليمين، استدلالا بظاهر الآية، والذين أوجبوا التتابع اختلفوا في مدى انقطاع التتابع في الصيام بالعذر الشرعي.
- يرى الحنفية ان قطع الصيام لأي سبب قاطع للتتابع، ويرى الشافعية ان الحيض لا يقطع التتابع، بخلاف المرض والنفاس فإنهما يقطعانه، ويرى الحنابلة ان الحيض والنفاس والمرض لا تقطع التتابع في صيام الكفارة.
- ووفقا لمذهب من يرون عدم وجوب التتابع في صيام هذه الكفارة، فإنه يجزئ المكفر ان يصومها متتابعة أو مقطعة لعذر أو غيره.
- ومن المتفق عليه بين الفقهاء ان المرء إذا حلف عدة ايمان فحنث فيها لزمه التكفير عنها، إلا انه ان كفر عن الأولى قبل الحنث في الثانية لزمه التكفير للثانية كذلك، فإن حنث في الثانية قبل التكفير للأولى، فإن الراجح عند الحنفية وهو مذهب المالكية والشافعية أنه يلزمه لكل يمين كفارة، ويرى الحنابلة ان الايمان ان كانت على شيء واحد كفر الحانث عنها بكفارة واحدة، وان كانت على متعدد.